# Fábio Coentrão
Fábio Alexandre da Silva Coentrão (wym. [ˈfaβiu ˈkwẽtɾɐ̃w]; ur. 11 marca 1988 roku w Vila do Conde) – portugalski piłkarz, który występował na pozycji obrońcy.

## Kariera klubowa
Wychowywał się w rodzinie mieszkającej w biednej wsi Vila do Conde. Jak wielu jego rówieśników, bardzo inspirował go futbol, lecz słaba sytuacja materialna nie pozwalała na realizację jego marzeń. Wspierał finansowo rodziców, pracując jako malarz. Gdy miał 16 lat, jego rodzina przeniosła się do Francji.
Przygodę z futbolem rozpoczął w Rio Ave FC, gdzie zaczynał grać na pozycji lewoskrzydłowego. W 2005 zadebiutował w pierwszej drużynie swojego macierzystego klubu. Sporadycznie dostawał okazję do gry, jednak jeśli się to zdarzało, pokazywał się z bardzo dobrej strony. Sezon 2005/06 okazał się pechowym, gdyż drużyna spadła do niższej klasy rozgrywkowej. Mimo znakomitego sezonu 2006/07, ekipa Rio Ave nie uzyskała awansu do Primeira Liga. Do awansu zabrakło dwóch punktów, a drużyna zajęła trzecią pozycję w ligowej tabeli. Pomimo przegranej, Coentrão otrzymał nagrodę indywidualną, zostając uznanym za odkrycie Liga de Honra – zaplecza ekstraklasy. Ze względu na znakomitą grę na skrzydle, wielu kibiców zaczęło porównywać go do Arjena Robbena. W 2007 czasopismo „World Soccer” zamieściło go na liście 50 najlepiej rokujących piłkarzy świata.
Mimo wielkiego zainteresowania europejskich klubów, postanowił pozostać w ojczyźnie, wybierając propozycję Benfiki Lizbona. Po trzech meczach został wypożyczony do Nacionalu Madeira, gdzie w 16 występach zdobył cztery bramki. W 2008 SL Benfica ponownie skorzystała z wypożyczenia, tym razem do drugoligowego wówczas Realu Saragossa. W hiszpańskim zespole nie dostał wielu szans na grę, występując tylko w jednym meczu. Po powrocie do Lizbony, SL Benfica znów wypożyczyła go na pół roku, tym razem do Rio Ave FC, klubu z jego rodzinnego miasta. W 16 występach strzelił trzy gole, w tym dwa FC Porto na Estádio do Dragão.
Wraz z końcem sezonu 2008/09 wrócił do stolicy, a trener Jorge Jesus postanowił przesunąć go ze skrzydła do defensywy. Dopiero na lewym boku obrony, Coentrão zaczął wykorzystywać wszystkie swoje atuty. Mimo swojego młodego wieku, stał się jednym z najlepszych obrońców świata. W 2009 został okrzyknięty „odkryciem roku” lizbońskiego klubu. Potwierdzeniem jego wielkiej formy było także indywidualne trofeum pod koniec sezonu 2009/10 dla największego odkrycia ligi portugalskiej. Do nagród indywidualnych dołożył również zwycięstwo w rozgrywkach ligowych oraz wygraną w Pucharze Ligi. SL Benfica, chcąc zabezpieczyć się przed potencjalnymi kupcami swojego najlepszego zawodnika, 27 października 2010 przedłużyła kontrakt z piłkarzem do czerwca 2016, zapisując przy tym klauzulę odejścia wynoszącą 30 mln euro. Mimo że sezon 2010/11 był bardzo dobry w wykonaniu obrońcy, klub nie osiągnął założonych przed sezonem celów. „As Águias” wygrali po raz trzeci z rzędu Puchar Ligi Portugalskiej, a także doszli do 1/2 finału Ligi Europy, przegrywając walkę o finał z rywalem z ligowego podwórka – Sportingiem Braga.
Po zakończeniu sezonu 2010/11 zadeklarował chęć gry w Realu Madryt. Mimo długich negocjacji z portugalskim klubem, proces transferu zakończył się dopiero 5 lipca 2011. Transfer kosztował klub 30 mln euro w zamian za sześcioletni kontrakt z zawodnikiem. Podczas pierwszego sezonu w barwach nowego klubu piłkarz rozegrał 20 ligowych spotkań i walnie przyczynił się do zdobycia pierwszego od czterech lat Mistrzostwa Hiszpanii. Pod koniec sierpnia 2012 klub sięgnął po Superpuchar Hiszpanii.
29 stycznia 2020 ogłosił zakończenie kariery.

## Kariera reprezentacyjna
Już od najmłodszych kategorii wiekowych reprezentował kraj na międzynarodowych imprezach. W 2007 został wybrany MVP turnieju o Puchar Madery oraz dostał powołanie na Mistrzostwa Świata U-20, które rozgrywane były w Kanadzie. Portugalczycy zmagania turniejowe zakończyli na 1/8 finału, przegrywając z Chile 0:1.
Debiut w seniorskiej reprezentacji narodowej zaliczył 14 listopada 2009 w wygranym 1:0 meczu barażowym o awans do Mistrzostw Świata 2010 z Bośnią i Hercegowiną. Ówczesny trener reprezentacji Portugalii, Carlos Queiroz, powołał Coentrão na Mistrzostwa Świata w Południowej Afryce. Rozgrywany w 2010 turniej Portugalia zakończyła na 1/8 finału, uznając wyższość późniejszych Mistrzów Świata Hiszpanów.
Debiutancką bramkę w narodowej kadrze zdobył 10 sierpnia 2011 w towarzyskim meczu przeciwko Luksemburgowi. Bardzo dobrą dyspozycją w barwach Realu udowodnił, że jest najlepszym lewym obrońcą w swoim kraju. Jako ważny element drużyny, był pewny powołania na Euro 2012. Na rozgrywanym w Polsce i Ukrainie turnieju zaprezentował się z doskonałej strony, rozgrywając spektakularne mecze. Jego reprezentacja z turniejem pożegnała się w 1/2 finału, kiedy to w rzutach karnych Portugalczycy musieli uznać wyższość Hiszpanów, późniejszych triumfatorów całej imprezy. Ostatecznie Portugalia zajęła 3. miejsce, zdobywając brązowy medal.

## Statystyki kariery
Ostatnia aktualizacja: 9 maja 2015
| Klub               | Sezon              | Liga  | Liga | Liga   | Puchar krajowy1 | Puchar krajowy1 | Puchar krajowy1 | Puchar ligi | Puchar ligi | Puchar ligi | Europa | Europa | Europa | Inne2 | Inne2 | Inne2  | Razem | Razem | Razem  |
| Klub               | Sezon              | Mecze | Gole | Asysty | Mecze           | Gole            | Asysty          | Mecze       | Gole        | Asysty      | Mecze  | Gole   | Asysty | Mecze | Gole  | Asysty | Mecze | Gole  | Asysty |
| ------------------ | ------------------ | ----- | ---- | ------ | --------------- | --------------- | --------------- | ----------- | ----------- | ----------- | ------ | ------ | ------ | ----- | ----- | ------ | ----- | ----- | ------ |
| Rio Ave FC         | 2004/05            | 1     | 0    | 0      | 0               | 0               | 0               | —           | —           | —           | —      | —      | —      | —     | —     | —      | 1     | 0     | 0      |
| Rio Ave FC         | 2005/06            | 3     | 1    | 0      | 1               | 0               | 0               | —           | —           | —           | —      | —      | —      | —     | —     | —      | 4     | 1     | 0      |
| Rio Ave FC         | 2006/07            | 25    | 4    | 0      | 2               | 0               | 0               | —           | —           | —           | —      | —      | —      | —     | —     | —      | 27    | 4     | 0      |
| Rio Ave FC         | Łącznie            | 29    | 5    | 0      | 3               | 0               | 0               | 0           | 0           | 0           | 0      | 0      | 0      | —     | —     | —      | 32    | 5     | 0      |
| SL Benfica         | 2007/08            | 3     | 0    | 0      | 0               | 0               | 0               | 3           | 0           | 0           | 1      | 0      | 0      | —     | —     | —      | 7     | 0     | 0      |
| SL Benfica         | Łącznie            | 3     | 0    | 0      | 0               | 0               | 0               | 3           | 0           | 0           | 1      | 0      | 0      | —     | —     | —      | 7     | 0     | 0      |
| Nacional Funchal   | 2007/08            | 16    | 4    | 1      | 0               | 0               | 0               | 0           | 0           | 0           | 0      | 0      | 0      | —     | —     | —      | 16    | 4     | 1      |
| Nacional Funchal   | Łącznie            | 16    | 4    | 1      | 0               | 0               | 0               | 0           | 0           | 0           | 0      | 0      | 0      | —     | —     | —      | 16    | 4     | 1      |
| Real Saragossa     | 2008/09            | 1     | 0    | 0      | 0               | 0               | 0               | 0           | 0           | 0           | 0      | 0      | 0      | —     | —     | —      | 1     | 0     | 0      |
| Real Saragossa     | Łącznie            | 1     | 0    | 0      | 0               | 0               | 0               | 0           | 0           | 0           | 0      | 0      | 0      | —     | —     | —      | 1     | 0     | 0      |
| Rio Ave FC         | 2008/09            | 16    | 3    | 2      | 0               | 0               | 0               | 0           | 0           | 0           | 0      | 0      | 0      | —     | —     | —      | 16    | 3     | 2      |
| Rio Ave FC         | Łącznie            | 16    | 3    | 2      | 0               | 0               | 0               | 0           | 0           | 0           | 0      | 0      | 0      | —     | —     | —      | 16    | 3     | 2      |
| SL Benfica         | 2009/10            | 26    | 0    | 9      | 2               | 1               | 0               | 4           | 1           | 0           | 13     | 1      | 1      | —     | —     | —      | 45    | 3     | 10     |
| SL Benfica         | 2010/11            | 23    | 2    | 2      | 6               | 1               | 0               | 2           | 0           | 0           | 14     | 2      | 1      | —     | —     | —      | 45    | 5     | 3      |
| SL Benfica         | Łącznie            | 49    | 2    | 11     | 8               | 2               | 0               | 5           | 1           | 0           | 27     | 3      | 2      | —     | —     | —      | 90    | 8     | 13     |
| Real Madryt        | 2011/12            | 20    | 0    | 2      | 5               | 0               | 0               | 0           | 0           | 0           | 8      | 0      | 0      | —     | —     | —      | 33    | 0     | 2      |
| Real Madryt        | 2012/13            | 16    | 1    | 1      | 6               | 0               | 0               | 0           | 0           | 0           | 8      | 0      | 0      | —     | —     | —      | 30    | 1     | 1      |
| Real Madryt        | 2013/14            | 10    | 0    | 0      | 4               | 0               | 0               | 0           | 0           | 0           | 6      | 0      | 1      | —     | —     | —      | 20    | 0     | 1      |
| Real Madryt        | 2014/15            | 9     | 0    | 0      | 2               | 0               | 0               | 0           | 0           | 0           | 4      | 0      | 1      | 2     | 0     | 0      | 17    | 0     | 0      |
| Real Madryt        | Łącznie            | 55    | 1    | 3      | 17              | 0               | 0               | 0           | 0           | 0           | 26     | 0      | 2      | 2     | 0     | 0      | 100   | 1     | 5      |
| Łącznie w karierze | Łącznie w karierze | 169   | 15   | 17     | 28              | 2               | 0               | 9           | 1           | 0           | 54     | 3      | 4      | 2     | 0     | 0      | 262   | 21    | 21     |

1(Superpuchar krajowy)

2(Superpuchar Europy, Klubowe Mistrzostwa Świata)

## Sukcesy

### SL Benfica
- Mistrzostwo Portugalii: 2010
- Puchar Ligi Portugalskiej: 2010, 2011

### Real Madryt
- Mistrzostwo Hiszpanii: 2012
- Superpuchar Hiszpanii: 2012
- Puchar Hiszpanii: 2014
- Liga Mistrzów: 2014, 2017
- Superpuchar Europy: 2014
- Klubowe Mistrzostwo Świata: 2014

### Reprezentacja
- Mistrzostwa Europy 2012:  Brąz

### Indywidualnie
- MVP Madeira Cup: 2007
- Odkrycie Roku Liga de Honra: 2007
- Odkrycie Roku w Benfice: 2009
- Odkrycie Roku Primeira Liga: 2010
- Drużyna marzeń według UEFA podczas Mistrzostw Europy 2012 w Polsce i Ukrainie

## Życie prywatne
Życiową partnerką Fábio Coentrão jest Andreia Santos, którą poślubił w 2010 roku. 9 lipca 2010 roku na świat, poprzez cesarskie cięcie, przyszła ich córka Vitoria Coentrão, a 1 sierpnia 2014 roku syn Henrique.